# Bukócszentpéter
Bukócszentpéter (horvátul Veliki Bukovec) falu és község Horvátországban, Varasd megyében. Közigazgatásilag Dubovica és Kapela Podravska települések tartoznak hozzá. 

## Fekvése
Varasdtól 29 km-re keletre, Ludbregtől 8 km-re északkeletre a Dráva jobb partján, a Bednja és a Plitvica patakok által közbezárt területen fekszik. 

## Története
A falu 16. században keletkezett a bednjai uradalom területén. Ebben az időben ez a vidék gyakran ki volt téve a török támadásoknak, ezért a század közepén felépítették Veliki Bukovec várát, hogy menedéket nyújtson a környező falvak lakosságának, mely amúgy is gyér volt ezen a területen. Miután  1593. június 22 Erdődy Tamás horvát bán Sziszeknél megverte a török sereget a támadások is ritkábbak lettek és a bukoveci birtokon is új falvak jöttek létre. A 16. század elején a bednjai uradalom birtokosa Frodnohar Zsigmond volt, akinek nőági leszármazottai 1555-ig voltak a falu földesurai. Ekkor I. Ferdinánd király a birtokot Tinódy Mihálynak adta, aki Székely Jakab Mihálynak adta el. A Székely család 1643-ig volt itt birtokos, amikor a család utolsó férfi tagja Székely Zsigmond is meghalt. Özvegye Csernomelji Borbála (Barbara Črnomeljska) megpróbálta a jószágot átruházni sógorára Keglevich Péterre, de III. Ferdinánd  ezt nem engedélyezte. A császár ekkor Veliki Bukovecet és az 1643-ig hozzá tartozó falvakat, Draskovich János grófnak adományozta, aki a birtokot uradalommá alakította át. Az uradalomhoz a veliki bukoveci nemesi kúria és hét falu  (Lunjkovec, Mali Bukovec, Martinić, Novo Selo Podravsko, Selnica Podravska, Sv. Petar Ludbreški és Županec) tartozott. Ide tartozott továbbá a križančijei nagy kiterjedésű erdő is. A plébánia 1671-óta működik a településen. Ebből az időbőé van az első adatunk az egyházi iskola működéséről is. Veliki Bukovec ma is álló kastélyát 1745 és 1755 között építtette gróf Draskovich József Kázmér altábornagy, Kőrös vármegye főispánja, császári és királyi titkos tanácsos építtette. Halála után 1765-ben a birtokot fia, gróf  Draskovich József örökölte. 
A 19. század első felében Veliki Bukovecet gróf Draskovich Károly és felesége Batthyányi-Strattman Erzsébet birtokolta, melyhez akkoriban, még Mali Bukovec, Marindvor és Lizindvor majorjai is hozzátartoztak. Ők építtették fel 1820-ban a falu plébániatemplomát, az itteni leánygyermekeknek pedig gazdasági iskolát létesítettek. A falu első népiskoláját 1830-ban alapították, majd 1841-ben a grófi család támogatásával bővítették. Az itteni iskolába Veliki Bukovecen kívül még nyolc környékbeli falu gyermekei jártak. 1855-ben bekövetkezett halála után a birtokot gróf Draskovich Pál örökölte. Felesége Festetich Mária grófnő a falu nagy jótevője volt, aki a falu iskolás gyermekeinek minden évben ruhákat adományozott. Fia Pál egy új malmot, egy gépműhelyt és egy kicsiny elektromos központot építtetett a településen. A család a II. világháború során Ausztriába menekült. 
Veliki Bukovec 1920-ig Varasd vármegye Ludbregi járásához tartozott. 1927-ben nagy tűzvész pusztított a településen, melyben 17 ház leégett. A ma is működő iskolaépületet 1969-ben avatták fel. 2001-ben a falunak 701, a községnek 1578 lakosa volt.

## Nevezetességei
- A Draskovich család kastélyát 1745 és 1755 között gróf Draskovich József Kázmér építtette. A második világháború végén tulajdonosai Draskovich Pál és Erzsébet Ausztriába menekültek, a kastély 1945-ben államosításra került. 1970-ig általános iskolaként, majd kötőipari termékek raktárhelyiségeként szolgált. Az 1990-es években a család leszármazottja Draskovich Károly visszatért Németújvárról és a kastély az ő tulajdona lett.

- Veliki Bukovectől nem messze a Križanči erdőben egy késő barokk kápolna áll, melybe a Draskovichok egy másik ága temetkezett. A közelmúltban Draskovich Károly kérésére az itteni maradványokat is a veliki bukoveci plébániatemplomba szállították át.

- A falu Assisi Szent Ferenc tiszteletére szentelt plébániatemploma[2] 1820-ban épült egy régebbi templom helyén. A templom a falu déli oldalán, a Draskovic kastély közelében található. A főhomlokzat keleti irányú, felette emelkedik a harangtorony. A szélesebb hajó az oldalkápolnákkal egy szűkebb szentélyben folytatódik. Az első boltszakaszban található a kórus. A gazdagon díszített belső tér neobarokk stílusban épült. A plébániaház távolabb, a templomtól északkeletre található, és valószínűleg a 19. század elején épült.

- A Nepomuki Szent János-oszlop[3] a Draskovich-kastély bejárati útja mentén áll. Az oszlopot gróf Nádasdy Ferenc horvát bán és felesége Malatiszky Zsuzsanna állíttatta 1767-ben. A szobor a szentet térdelő helyzetben, széttárt karokkal, szemét az égre emelve ábrázolja.

## Külső hivatkozások
- Veliki Bukovec története Archiválva 2011. július 21-i dátummal a Wayback Machine-ben
- Veliki Bukovec kastélya Archiválva 2011. július 21-i dátummal a Wayback Machine-ben
- A kastély története
- Az alapiskola honlapja